# Skynet (satélites)

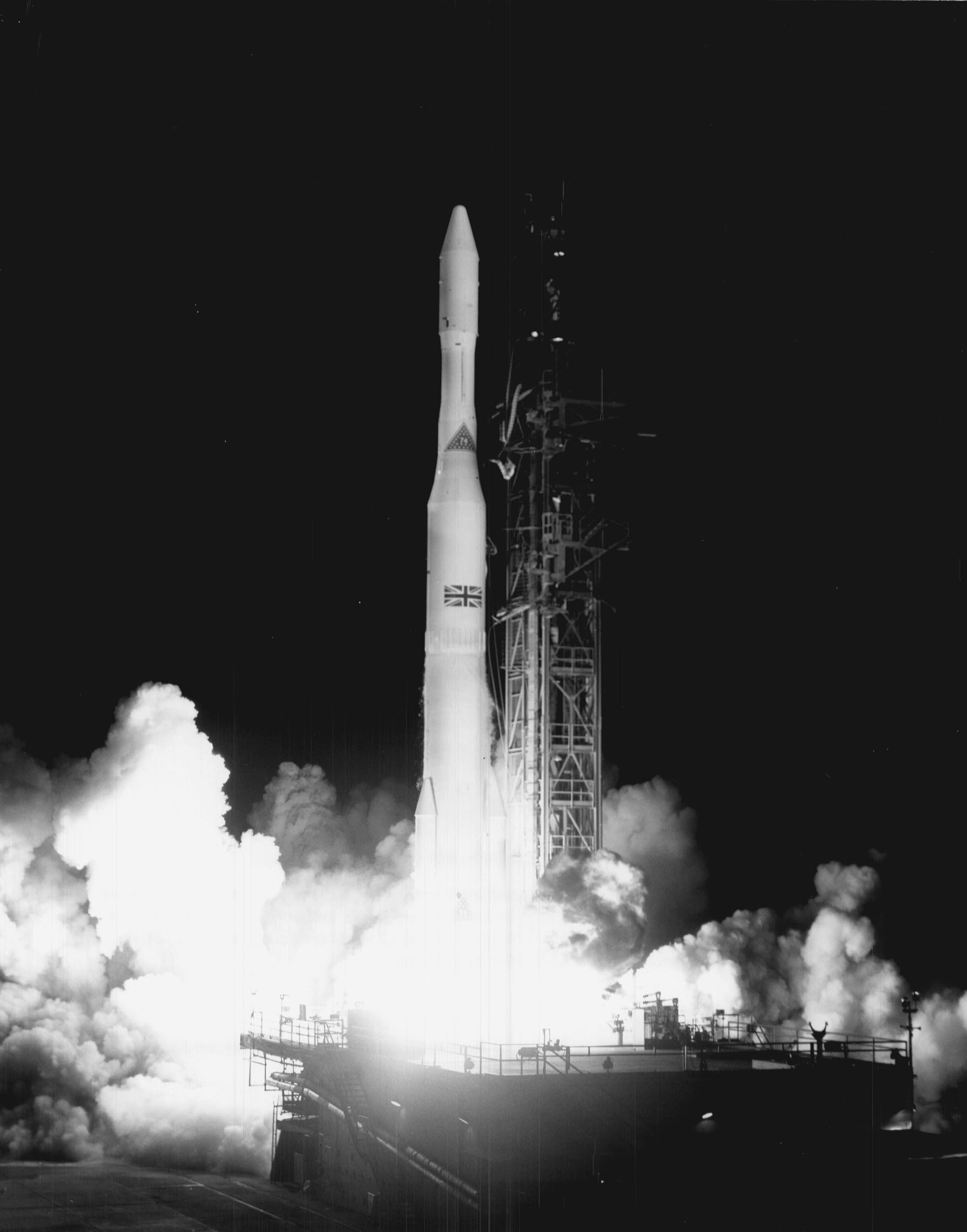
Lanzamiento del primer satélite Skynet, Skynet 1A, en un cohete Delta en 1969 desde Cabo Cañaveral.

Skynet es una familia de satélites militares, actualmente operados por Paradigm Secure Communications en nombre del Ministerio de Defensa del Reino Unido, que proporciona servicios de comunicación estratégicos a las tres ramas de las Fuerzas Armadas Británicas y a las fuerzas de la OTAN que participan tareas de la coalición.

## Modelos

### Skynet 1
Hubo dos satélites Skynet 1, el primero, lanzado el 22 de noviembre de 1969, fracasó después de menos de un año de operación. En el segundo falló el motor de apogeo dejándolo en la órbita de transferencia geoestacionaria.

### Skynet 2
Tras el fracaso de uno de los satélites Skynet 1, se retrasó el calendario para la puesta en marcha del sistema Skynet 2. Cuando Skynet 2A fue lanzado el 19 de enero de 1974, la segunda etapa del vehículo de lanzamiento Delta 2313 falló, poniendo el satélite en una órbita inutilizable. A pesar de no estar en el lugar correcto, las estaciones terrestres localizaron y siguieron con éxito el satélite perdido, y fueron capaces de utilizar las lecturas de telemetría de los paneles solares para determinar su alineación. Basándose en este análisis, se decidió utilizar los propulsores de alineación para sacar de la órbita la unidad, y fue destruido cuando volvió a entrar en la atmósfera terrestre el 27 de enero.
Skynet 2B fue lanzado con éxito el 23 de noviembre de 1974.
Los satélites Skynet 2 fueron ensamblados y probados por la Compañía Marconi, establecida en Portsmouth, Inglaterra, y fueron los primeros satélites de comunicaciones construidos fuera de los EE. UU. y la URSS. El sistema Skynet 2 fue un gran éxito para su época, y se mantuvo en servicio varios años más allá del calendario previsto originalmente.[cita requerida]

### Skynet 3
Skynet 3 fue abandonado debido a restricciones en el presupuesto. [cita requerida]

### Skynet 4
Los satélites Skynet 4 tienen pocas similitudes con las generaciones anteriores. El cuerpo cilíndrico de Skynet 1 y Skynet 2 fue reemplazado por uno grande y cuadrado con antenas y paneles solares desplegables. Se trata de una mejora tecnológica desde el spin-stabilisation, que se utiliza en los satélites cilíndricos anteriores, hasta la estabilización triaxial usando ruedas de momento y ruedas de reacción para controlar el satélite giroscópicamente.
Skynet 4 fueron los primeros satélites construidos completamente en Gran Bretaña. La fabricación del 4A, 4B y 4C fue llevada a cabo por British Aerospace Dynamics (BAe Dynamics). La OTAN adaptó el diseño para los satélites de comunicación NATO IVA y NATO IVB, también fabricados por BAe Dynamics. Skynet 4A y Skynet 4C fueron lanzados en 1990.
Los satélites de la segunda etapa (4D, 4E y 4F) fueron construidos por Matra Marconi Space y Astrium para reemplazar las versiones anteriores.
Las mejoras incluían un aumento de potencia y de resistencia a las interferencias electrónicas. Skynet 4D fue lanzado en 1998, 4E en 1999 y 4F en 2001.
Skynet 4 proporciona servicios SHF y UHF en la superficie de la tierra, en un área amplia o en un haz puntual.

### Skynet 5

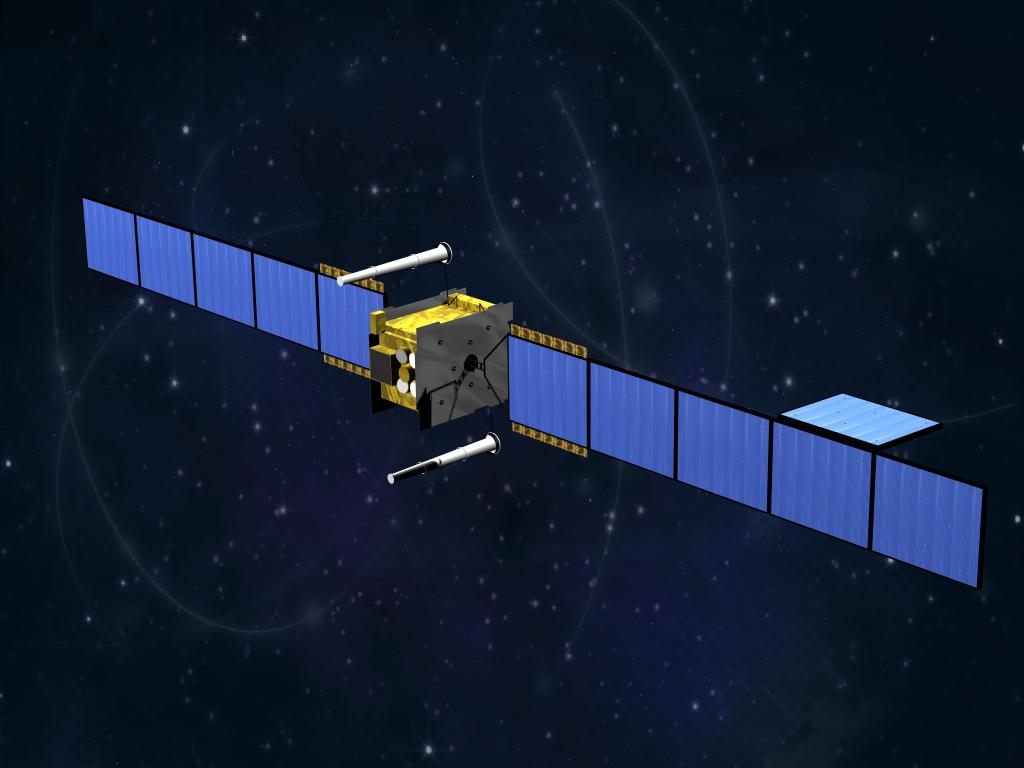
Representación de un satélite Skynet 5.

Skynet 5 es la siguiente generación de satélites, reemplazando los sistemas Skynet 4 de la segunda etapa. Ha sido contratado (por medio de una iniciativa de financiación privada) a una asociación entre Paradigm Secure Communications y EADS Astrium, un fabricante europeo de naves espaciales.
EADS Astrium fue la responsable de la construcción y de la puesta en órbita de los satélites Skynet 5, mientras que Paradigm era responsable de dar servicio al Ministerio de Defensa. Paradigm también ha sido contratado para proporcionar servicios de comunicación a la OTAN usando la capacidad disponible en los satélites.
Los satélites Skynet 5 están basados en diseño de bus Eurostar E3000. Pesa alrededor de 4700 kg, tiene dos paneles solares, cada uno de alrededor de 15 m de largo y tiene una potencia instalada de 5 kW. Tiene cuatro antenas de transmisión orientables y un receptor "phased-array" diseñado para cancelar las interferencias de radio. También están preparados para resistir intentos de interrumpir su servicio con lásers de alta potencia.
El primer satélite Skynet 5 de constelación formada por tres satélites fue lanzado por un cohete Ariane 5 a las 22:03 GMT el 11 de marzo de 2007, en un lanzamiento compartido con el satélite de comunicaciones civiles indio INSAT 4B, y entró en pleno servicio el 10 de mayo de 2007. El lanzamiento se retrasó el día 10 de marzo debido a un problema. Skynet 5A se separó exitosamente del vehículo de lanzamiento y la telemetría fue adquirida por su centro de control dedicado aproximadamente 40 minutos después del lanzamiento.
El segundo satélite de comunicaciones militares de Reino Unido Skynet 5 fue lanzado a las 22:06 GMT el 14 de noviembre de 2007 desde Kourou, Guayana Francesa a bordo de un cohete Ariane 5. El lanzamiento fue retrasado el 9 de noviembre por problemas electrónicos en uno de los propulsores de combustible sólido y el 12 de noviembre debido a un problema de combustible con la plataforma de lanzamiento. En el momento de lanzamiento el cohete Ariane 5 estableció un nuevo récord desplegando una carga útil de más de 8700 kg.
El tercer satélite, Skynet 5C, fue lanzado a las 22:05 GMT del 12 de junio de 2008 desde Kourou, Guayana Francesa, a bordo de un cohete Ariane 5. El lanzamiento fue retrasado dos veces. Originalmente estaba programado para el 23 de mayo pero se llevaron a cabo más comprobaciones en el vehículo de lanzamiento y fue aplazado al día 30 de mayo. Un problema con el software de lanzamiento durante las comprobaciones previas al lanzamiento condujo a Arianespace a aplazar el lanzamiento por segunda vez al día 12 de junio.
El programa muestra el cambio de enfoque del Reino Unido desde los métodos tradicionales de adquisición de defensa hacia un servicio contratado que también incluía el suministro de terminales de tierra alquilados, vehículos "Reacher", "Satellite Communications Onboard Terminal" (SCOT) para naves y el equipo de banda base asociado.
Inicialmente iban a ser construidos 2 satélites Skynet 5, con un seguro que cubría cualquier perdida en el lanzamiento. Más tarde, el Ministerio de Defensa decidió tener un tercer satélite construido por adelantado, que después fue lanzado para servir como un repuesto en órbita. Un cuarto satélite, Skynet 5D, está planeado que sea lanzado en 2013.

## Resumen de satélites
| Modelo             | Fabricante             | Fecha de lanzamiento               | Vehículo de lanzamiento | Comentarios                         |
| Skynet 1           | Skynet 1               | Skynet 1                           | Skynet 1                | Skynet 1                            |
| ------------------ | ---------------------- | ---------------------------------- | ----------------------- | ----------------------------------- |
| 1A                 | Philco Ford            | 22 de noviembre de 1969            | Delta M                 |                                     |
| 1B                 | Philco Ford            | 19 de agosto de 1970               | Delta M                 | Fallo en el motor de apogeo.        |
| Skynet 2           |                        |                                    |                         |                                     |
| 2A                 | Marconi Space Systems1 | 19 de enero de 1974                | Delta 2000              | Fallo en la orientación del cohete. |
| 2B                 | Marconi Space Systems  | 23 de noviembre de 1974            | Delta 2000              |                                     |
| Skynet 4           |                        |                                    |                         |                                     |
| 4A                 | British Aerospace      | 1 de enero de 1990                 | Titan 34D               |                                     |
| 4B                 | British Aerospace      | 11 de diciembre de 1988            | Ariane 44LP2            |                                     |
| 4C                 | British Aerospace      | 30 de agosto de 1990               | Ariane 44LP             |                                     |
| Skynet 4 (etapa 2) |                        |                                    |                         |                                     |
| 4D                 | Matra Marconi Space3   | 10 de enero de 1998                | Delta 7000              | Reemplazo al 4B.                    |
| 4E                 | Matra Marconi Space    | 26 de febrero de 1998              | Ariane 44L              |                                     |
| 4F                 | Astrium4               | 7 de febrero de 2001               | Ariane 44L              |                                     |
| Skynet 5           |                        |                                    |                         |                                     |
| 5A                 | EADS Astrium5          | 11 de marzo de 2007, 22:03 GMT     | Ariane 5-ECA            | Lanzado junto a Insat 4B.           |
| 5B                 | EADS Astrium           | 14 de noviembre de 2007, 22:06 GMT | Ariane 5-ECA            | Lanzado junto a Star One C1.        |
| 5C                 | EADS Astrium           | 12 de junio de 2008, 22:05 GMT     | Ariane 5-ECA            | Lanzado junto a Turksat 3A.         |
| 5D                 | EADS Astrium           | Planeado para 2013                 |                         |                                     |

Notas
1. Con asistencia técnica de Philco Ford.
2. Lanzado con Astra 1A, el primer satélite de la constelación europea Astra.
3. Marconi Space Systems se unió para formar Matra Marconi Space en 1990. MMS adquirió BAe Space Systems en 1994.
4. En 2000 MMS se unió con la división espacial de DASA para formar Astrium.
5. BAE Systems vendió su parte del 25% de Astrium, renombrada EADS Astrium.